# Lilajan
Lilajan és un riu del districte d'Hazaribagh a Jharkhand que juntament amb el riu Mohani irriga el districte. Els dos rius s'uneixen més al nord, al districte de Gaya, a uns 10 km al sud de la ciutat de Gaya, formant el riu Phalgu, que continua el seu curs en direcció nord, fins a desaiguar al riu Ganges.